# Ma Nhai kỷ công bi văn
Ma Nhai kỷ công bi văn là tấm văn bia khắc trực tiếp trên núi đá tại núi Thành Nam, xã Chi Khê, huyện Con Cuông, tỉnh Nghệ An kỉ niệm chiến thằng của Thái thượng hoàng Trần Minh Tông do Hoàng giáp Nguyễn Trung Ngạn soạn thảo. Văn bia này khắc vào mùa đông nhuần năm Ất Hợi, niên hiệu Khai Hựu thứ 7 tức 1335.

Ma nhai kỷ công bi văn

## Hoàn cảnh ra đời
Triều đại nhà Trần sau 3 lần đại thắng quân xâm lược Mông Cổ nhanh chóng bắt tay vào việc phục hồi và phát triển đất nước. Dưới sự trị vì của các vị vua sáng và các tôi hiền tướng giỏi thì uy thế của Đại Việt ngày càng lớn mạnh. Nhưng trong thời gian này các tù trưởng địa phương cũng như các nước láng giềng thường đem quân quấy phá nơi biên viễn. Sau khi đánh dẹp Ngưu Hống ở Đà Giang, lại xảy ra việc chúa Ai Lao là Bổng gây hấn vùng biên phía tây đạo Nghệ An. Năm Ất Hợi niên hiệu Khai Hựu thứ 7 (1335) đời vua Trần Hiến Tông, Thái thượng hoàng Trần Minh Tông quyết định thân chinh, "tự làm tướng đích thân chỉ huy quân đội, hiệu lệnh nghiêm minh, uy thanh vang dội" do đó "Ai Lao nghe tiếng chạy mất hút". Thượng hoàng liền lệnh Phát vận sứ Nguyễn Trung Ngạn soạn văn khắc vào vách núi kỷ niệm chiến thắng. Tấm bia hiện còn tại núi Thành Nam, xã Chi Khê huyện Con Cuông, tỉnh Nghệ An.

## Tác giả
Không giống như các bia đá khác, Bia Ma nhai kỷ công bi văn khắc trực tiếp lên núi đá và không ghi rõ người soạn, người viết chữ, kể cả hoa văn trang trí. Nhưng nó lại được các bộ chính sử như Đại Việt sử ký toàn thư của Ngô Sĩ Liên hay Khâm định Việt sử thông giám cương mục của Quốc sử quán triều Nguyễn nhắc đến và cho biết tác giả là Nguyễn Trung Ngạn - Hoàng giáp khoa Giáp Thìn niên hiệu Hưng Long thứ 12 đời vua Anh Tông triều Trần (1304). Ông trải qua nhiều chức vụ quan trọng trong triều đình như Gián quan, Ngự sử đài Thị ngự sử, Nội mật viện phó sứ... Đặc biệt, năm Giáp Dần (1314) ông được cử đi sứ nhà Nguyên. Đến năm 1341, ông được giao giữ chức Kinh sư đại doãn và là vị Kinh sư đại doãn nổi tiếng nhất trong lịch sử Thăng Long - Hà Nội, chính vì vậy mà trên địa bàn Hà Nội hiện nay có đến 7 ngôi đền thờ ông. Ông được Phan Huy Chú đánh giá là một trong mười người phù trợ có công lao thời Trần, ngang hàng với Thượng tướng Trần Quang Khải, Mạc Đĩnh Chi, Trương Hán Siêu, Đoàn Nhữ Hài, Phạm Sư Mạnh. 

## Nội dung Văn bia
Phiên âm:
Hoàng Việt Trần triều đệ lục đế. 
Chương Nghiêu Văn Triết thái thượng hoàng đế thụ thiên quyến mệnh, yêm hữu trung hạ, phổ hải nội ngoại võng bất thần phục, tối nhĩ Ai Lao, do ngạnh vương hóa. Tuế tại Ất Hợi quý thu, đế thân suất lục sư tuần vu Tây bỉ. Chiêm Thành quốc thế tử, Chân Lạp quốc, Tiêm quốc cập man tù đạo thần Quỳ, Cầm, Xa, Lặc, tân phụ Bôi Bồn man, tù đạo Thanh Xa man chư bộ các phụng phương vật, tranh tiên nghênh kiến. Độc nghịch Bổng chấp mê úy tội, vị tức lai triều. Quý đông đế trú tất vu Mật Châu, Cự Đồn chi nguyên. Nãi mệnh chư tướng cập man di chi binh nhập vu kỳ quốc. Nghịch Bổng vọng phong bôn thoán, toại giáng chiếu ban sư. 
Thì Khai Hựu thất niên, Ất Hợi đông, nhuận thập nhị nguyệt nhật lặc thạch.
Dịch nghĩa:
Đời vua thứ sáu triều Trần nước Đại Việt, 
Thái thượng hoàng đế Chương Nghiêu Văn Triết nhận được mệnh trời thương mến, làm chủ hết cả bốn cõi, khắp trong đất ngoài bể không ai không thần phục, thế mà nước Ai Lao nhỏ bé kia còn ngang ngạnh với giáo hóa của triều đình. Cuối thu năm Ất Hợi, Thượng hoàng thống lĩnh sáu sư đi tuần ở cõi Tây. Thế tử nước Chiêm Thành, nước Chân Lạp, nước Xiêm và tù trưởng đạo thần là Quỳ, Cầm, Xa, Lặc rồi các bộ mán mới phụ thuộc là tù trưởng rợ Bôi Bồn và rợ Thanh Xa đều dâng sản vật của địa phương mình và tranh nhau đón rước. Chỉ một mình tên giặc Bổng cứ giữ thói u mê, sợ tội mà chưa tới chầu ngay. Đến cuối đông, Thượng hoàng đóng quân ở cánh đồng Cự Đồn thuộc Mật Châu rồi lệnh cho các tướng cùng với quân lính mọi rợ vào tận nơi ở của chúng. Tên giặc Bổng nghe uy thế liền trốn chạy, Thượng hoàng bèn xuống chiếu đem quân về. 
Ngày tháng 12 nhuần, mùa đông, năm Ất Hợi, niên hiệu Khai Hựu thứ 7, khắc vào đá .